# CBeebies
CBeebies és un canal de televisió infantil britànic d'emissió pública gratuïta propietat i gestionat per la BBC. També és la marca que s'utilitza per a tot el contingut de la BBC per a nens de 6 anys o menys. El seu canal germà CBBC està dirigit a nens més grans d'entre 6 i 12 anys. S'emet cada dia de 6:00 am a 7:00 pm, en temps compartit amb BBC Four.